# ميخائيل هنري (سياسي)
ميخائيل هنري هو سياسي كندي، ولد في 1955. انتخب عضو الجمعية التشريعية ألبرتا.